# Litsea brawas
Litsea brawas är en lagerväxtart som beskrevs av Jacob Gijsbert Boerlage. Litsea brawas ingår i släktet Litsea och familjen lagerväxter. Inga underarter finns listade i Catalogue of Life.